# کارکادانی
کارکادانی (به لاتین: Karekadani) یک منطقهٔ مسکونی در روسیه است که در شهرستان لواشینسکی واقع شده‌است.